# 체인 크로니클
체인 크로니클(Chain Chronicle, 일본어: チェインクロニクル)은 세가에서 iOS, 안드로이드 (운영체제), 플레이스테이션 비타용으로 개발하고 퍼블리싱한 타워 디펜스 롤플레잉 게임이다. 일본에서는 2013년 7월 26일 iOS용, 2013년 8월 1일 안드로이드용, 2014년 7월 16일 플레이스테이션 비타용으로 출시되었다. 이 게임은 아시아에서는 중국에서 출시된 SNDA, 대만과 마카오에서는 모비몬(MobiMon), 한국에서는 액토즈소프트(Actoz Soft), 동남아시아와 북미에서는 구미아시아(Gumi Asia)에 의해 라이선스가 부여되었지만 게임은 2016년 2월 29일 북미와 동남아시아에서 폐쇄되었다.
이 시리즈는 주몬지(Jūmonji)가 애니메이션을 맡은 모리 타케시가 감독한 오리지널 비디오 애니메이션 시리즈를 탄생시켰다. 2014년 12월 18일에 개봉되었다. "Chain Chronicle: The Light of Haecceitas"라는 제목의 애니메이션 영화 3부작은 2016년 12월 3일부터 2017년 2월 11일까지 일본 극장에서 초연되었다. 영화 3부작을 편집한 애니메이션 TV 시리즈 각색이 2017년 1월 8일에 방영되었다.